# Бегово око
Бегово око (рум. Ochiul Beiului, транскр.  Окијул Бејулуј) је крашко језеро и врело на југозападу Румуније које се налази у оквиру националног парка Клисура Нере — Беушница.
Језеро се налази у долини реке Беу која у близини, низводно, прима притоку Беушницу, позната по водопадима и каскадама. Језеро има облик круга пречника 17 метара и простире се на површини од 284 , а максимална дубина износи 3,6 метара. Храни се водом преко подземног извора, а вода из језера отиче као река Беу. Посебна карактеристика је да се језеро никада не заледи, због температуре воде  која не варира много током лета и зиме и снажног извора.
Представља једну од главних туристичких атракција националног парка Клисура Нере — Беушница због своје бистре тиркизне боје, а занимљиво је и због локалних легенди о његовом настанку. Поред тога, у близини се налазе и водопади Беушнице.

## Легенде о језеру
Најпознатија легенда о Беговом оку везана је за доба када је Банат био под османском влашћу, о коме недалеко од језера сведочи тврђава Терезија (Илидија) подигнута од стране Турака на Брду тврђаве (Деалул Четациј), а чији се остаци и данас могу видети. Легенда говори о лепом и богатом бегу плавих очију који је, ишавши у лов ка Цветној пољани, упознао лепу кћи влашког сељака из села Поток која је чувала овце. Турски бег се заљубио у пастирицу, али његова љубав није била одобрена од стране његовог оца који је послао џелата да је убије. Млади бег је пронашао своју вољену мртву на месту где је сада водопад Беушница. Борећи се са војницима, млади бег је изгубио око. На месту где је изгубио око настало је језеро, а од његових суза настао је извор.
Према народним веровањима, на Ивањску ноћ код језера се окупљају виле (јеле) које се купају и играју око језера све до зоре.